# تيرمينوناريس

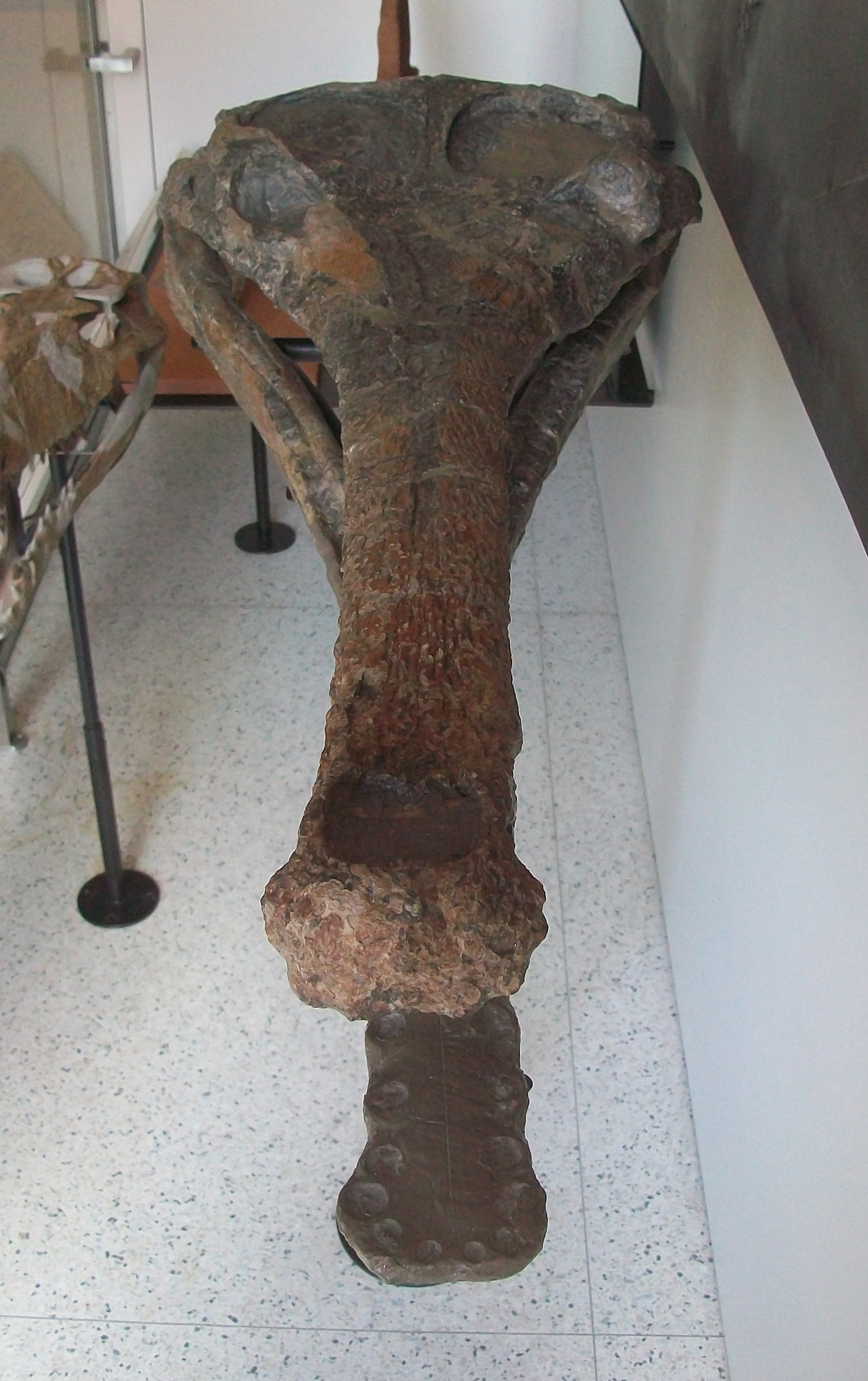
صورة أمامية لجمجمة (Teleorhinus robustus) (AMNH 5850)

التيرمينوناريس (Terminonaris) هو جنس منقرض من فوليدوصوريات تمساحيات الشكل عاش في فترة الطباشيري المتأخر (السينوماني والتوروني). بقاياه معروفة من أمريكا الشمالية. عُرف أصلًا باسم تيليورهينس (Teleorhinus) ويعتقد أنه تيليوصوري (عائلة من أشباه الجافيال البحرية ثالاتوسوكيات)، التيرمينوناريس كان مفترسًا وربما وصل طوله إلى 6 أمتار (20 قدم).

## وصلات خارجية
- Terminonaris in the Paleobiology Database